# Menan
Menan – miasto w Stanach Zjednoczonych, w stanie Idaho, w hrabstwie Jefferson.